# Excelsior!
Excelsior! is het vijfde studioalbum van Mastermind. Het is het eerste album waarbij de muziekgroep een vast derde lid erbij heeft gekregen in de persoon van Jens Johansson. Bill Berends en Jens Johansson kenden elkaar al sinds 1987, vanaf dan wisselen ze regelmatig demo’s uit. Johansson had het echter te druk met zijn eigen solocarrière en die van de Finse band Stratovarius. Het gebrek aan zangkwaliteiten, die de eerste albums parten speelde, geldt hier niet; het is een instrumentaal album.
De titel van het album verwijst naar het gedicht Excelsior van Henry Wadsworth Longfellow.

## Musici
- Bill Berends – gitaar, gitaarsynthesizer, basgitaar
- Rich Berends – slagwerk, percussie
- Jens Johansson – toetsinstrumenten

## Muziek
Alle muziek geschreven door Bill Berends.

| Nr. | Titel                 | Duur  |
| --- | --------------------- | ----- |
| 1.  | On the road to noon   | 6:15  |
| 2.  | The approaching storm | 7:15  |
| 3.  | Tokyo rian            | 6:36  |
| 4.  | The red hour          | 1:36  |
| 5.  | Decide for yourself   | 5:23  |
| 6.  | Sudden impulse        | 4:59  |
| 7.  | Sky dancer            | 5:53  |
| 8.  | When the walls fell   | 13:28 |
| 9.  | Excselsior!           | 4:53  |

De track Excelsior! is alleen opgenomen bij de Japanse persing.